# Souad Massi
Pour les articles homonymes, voir Massi.
Souad Massi (en arabe: سعاد ماسي; en kabyle: SuƐad Masi, en tifinagh: ⵚⵓⵄⴰⴷ ⵎⴰⵙⵉ) est une auteure-compositrice-interprète et musicienne franco-algérienne, née le 23 août 1972 dans le quartier de Bab El-Oued à Alger et originaire de Boghni dans la wilaya de Tizi Ouzou.

## Biographie
Née en 1972 à Alger, issue d'une famille algérienne de Mechtras (Daïra de Boghni), mélomane, elle découvre le chaâbi, puis le rock américain, le folk, la pop, la country, le fado portugais et la musique arabo-andalouse. Elle apprend la guitare et le solfège au sein de l'association des beaux-arts d'Alger. Elle apprécie le flamenco et se produit sur scène au sein du groupe Les Trianas d'Alger à partir de 1989.
Les événements noirs des années 1990 et en particulier le couvre-feu rendant la carrière d'artiste quasiment impossible, Souad suit des études d'urbanisme et devient ingénieure. Menacée, elle fuit Alger pour s'installer avec sa famille en Kabylie où elle travaille pour une agence d'architecture. Elle se produit sur scène à Alger au sein du groupe hard-rock Atakor ; le groupe enregistre une cassette qui rencontre un grand succès. Souad abandonne alors l'urbanisme pour se consacrer à la chanson. Sa première cassette porte son prénom et la fait connaître d'un public amateur de musique anglo-saxonne.

### Carrière de chanteuse
Le 10 janvier 1999, Souad est invitée au festival Femmes d'Alger au Cabaret Sauvage à Paris. Partie de sa terre natale avec sa guitare en 1999, la chanteuse franco-algérienne publie son premier album en France en 2001.
Remarquée, elle reste en France et signe un contrat avec Island-Mercury (Universal Music). '
Raoui (« le conteur ») sort en 2001 et est applaudi par la critique. Souad et ses musiciens entament une longue série de concerts dans toute la France. Ses premiers titres passent sur les ondes de France Inter, elle s'impose comme artiste et on la considère souvent comme une porte-parole de la jeunesse algérienne.
En 2003, Universal lui donne l'occasion d'enregistrer un second album, Deb. Le morceau Dar djedi (« la maison de mon grand-père ») a été écrit alors que sa famille quittait Alger pour s'installer en Kabylie.
Entre-temps, l'artiste chante en duo avec Marc Lavoine, Ismaël Lô ou encore Florent Pagny[source secondaire souhaitée], et tourne en France et à l'étranger[source secondaire souhaitée].
En 2005, Souad met au monde son premier enfant et passe quelques semaines à Tahiti avant de réaliser son troisième album, Mesk Elil. Cet album gagne le prix des musiques du monde lors de la cérémonie des Victoires de la musique en 2006.
Le quatrième album Ô Houria est enregistré à Astaffort, dans le studio de Francis Cabrel, qui signe un duo avec Souad[source secondaire souhaitée]. Il sort le 8 novembre 2010 ; il a une coloration rock assez forte, mais garde les couleurs des racines de Souad avec des ballades[non neutre].
Depuis 2011, Souad Massi chante au sein de la formation « Les chœurs de Cordoue », qu'elle a créée avec le guitariste Eric Fernandez. Un hommage à la ville de Cordoue.
En 2015, Souad sort en auto-production son 5e album intitulé El-Mutakalimun (Les Orateurs). Elle y rend hommage à la poésie arabe.
En 2017, elle est élevée au rang d’Officier des Arts et des Lettres.
Son album, Oumniya ('mon souhait') sort à l’automne 2019 chez Naïve / Believe. Les chansons interprétées, pour la plupart, en dialecte algérois et en français, transmettent ses préoccupations pour l’Algérie et ses engagements. Ses textes parlent de liberté́ et d’émancipation, de trahison, d’amour et d’humanisme.
Le 14 octobre 2022, Souad Massi sort son nouvel album Sequana (Backing Track / Virgin Music LAS / Universal), produit par Justin Adams. Sa folk-chaâbi s’élargit vers des sons du Sahel, l’Amérique du Sud et le rock. 

## Style musical
Souad Massi mêle des styles aussi variés que le folk-rock, le chaâbi et la musique arabo-andalouse à des textes personnels, souvent empreints de poésie et de nostalgie[source secondaire souhaitée]. Elle chante la plupart du temps en arabe algérien, parfois en français, et quelquefois en anglais et en langue berbère, employant souvent plusieurs langues dans la même chanson. 

## Discographie

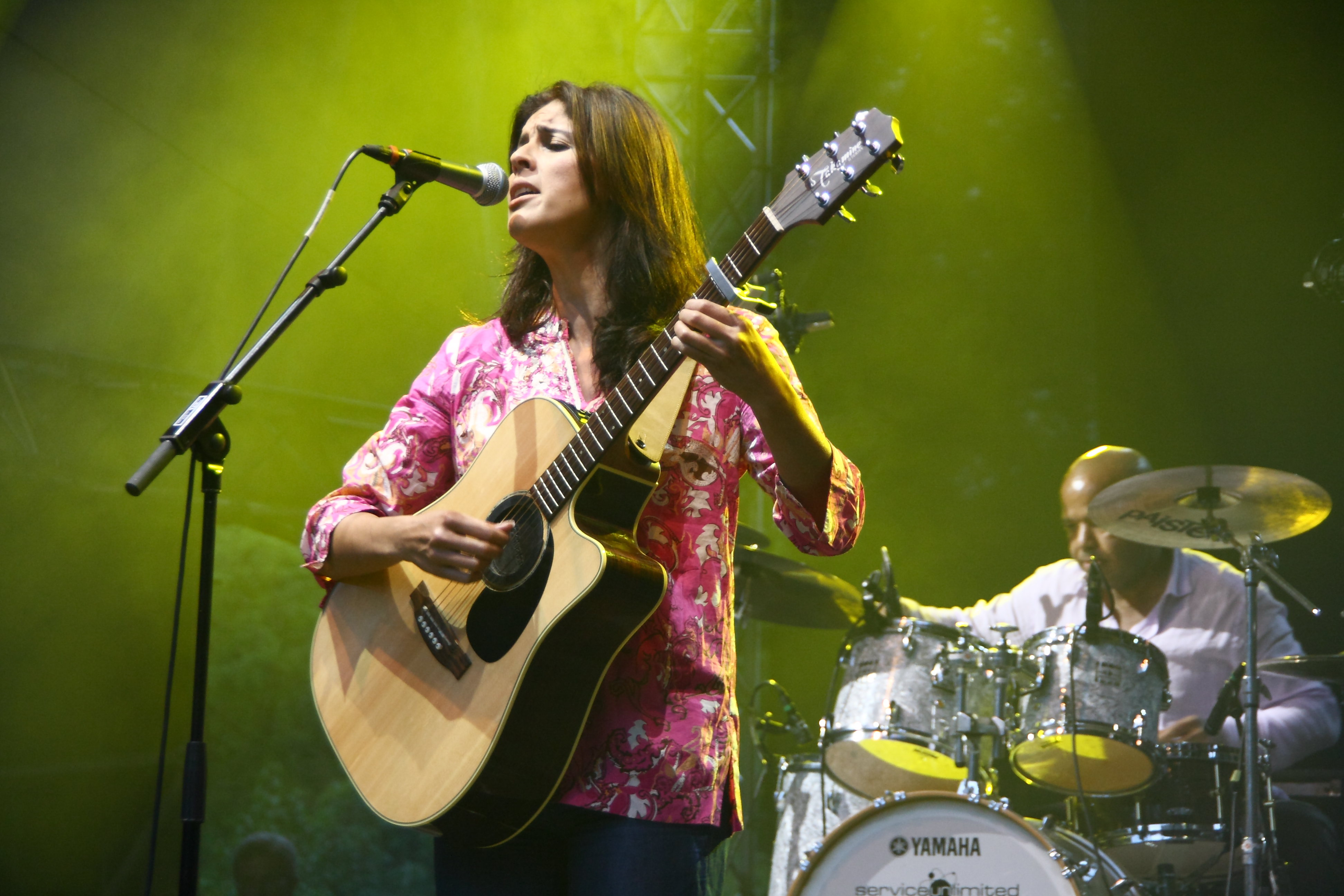
Souad Massi en concert en 2013.

## Vidéographie
- Souad Massi, l'Algérie dans un sourire de Christian Guyonnet, 2003, DVD, 55 minutes : in album Deb édition limitée CD + DVD.
- (ar) Souad Massi Live acoustique 2007 de Thierry Gautier et Sylvain Leduc, AZ/Universal Music France, 2007, DVD, 99 minutes + bonus 14 minutes  (EAN 0600753059883) : enregistré live 29-30 janvier 2007 à La Coupole :

## Filmographie
- Actrice :
  - Eyes of a Thief (en) (Najwa Najjar, 2014), rôle : Leïla
- Auteure-compositrice-interprète dans la bande-son :
  - Mauvaise Foi (Roschdy Zem, 2006) : chanson Talit el Bir
  - Azur et Asmar (Michel Ocelot, 2006) : La chanson d'Azur et Asmar
  - Napoli velata (Ferzan Özpetek, 2017) : chanson Ghir Enta

## Prix et distinctions
Cette section ne s'appuie pas, ou pas assez, sur des sources secondaires ou tertiaires indépendantes du sujet. Le texte peut contenir des analyses inexactes ou inédites de sources primaires.
Pour l'améliorer, ajoutez-en, ou placez des modèles {{Source secondaire souhaitée}} ou {{Source secondaire nécessaire}} sur les passages mal sourcés. (janvier 2025)
- 2001 : 1er Disque d’or en France
- 2002 :  Chevalière de l'ordre des Arts et des Lettres
- 2003 : 2ème Disque d’or en France
- 2004 : Nommée aux Victoires de la musique (catégorie meilleur album musiques du monde)
- 2005 : Ambassadrice pour l’émancipation de la femme dans le monde auprès de l’ONU
- 2006 : UK – Prix BBC World Music Awards (catégorie MENA)
- 2006 : Victoires de la musique (meilleur album catégorie musique du monde)[6]
- 2011 : Grand prix des musiques du monde de la Sacem
- 2017 :  Officière de l'ordre des Arts et des Lettres
- 2020 : Nommée en Angleterre au Songlines Music Awards (catégorie meilleur album Afrique)
- 2020 : Nommée en Hollande à l’Edison Jazz World (catégorie meilleur album World)